# Ophonus azureus
Ophonus azureus es una especie de escarabajo terrestre de la subfamilia Harpalinae, subgénero Ophonus (Hesperophonus). Está muy extendida en Europa y también presente en el norte de África y Oriente Próximo.